# Аарон Бернштайн
Аарон Бернштайн (нім. Aaron Bernstein) народився 6 квітня 1812 р. в Данцігу (тепер Гданьск, Польща) в єврейській родині і мав стати рабином.

## Життєпис
До зрілого віку він старанно вивчав  Біблію і Талмуд, особливо впродовж п'яти років у талмудській школі у Йордоні неподалік Данціга. Після закінчення школи повернувся до Данціг у далі ще два роки вичав юдейську теологію. Відтак жадоба знань привела його у 20 років до Берліна. Тут він автодидактом заповнював прогалини у своїй освіті і особливо наполегливо вивчав німецьку мову. Вже через два роки він видав на німецькій мові свій переклад  «Пісні над піснями», який був прихильно сприйнятий у наукових колах, що надихнуло автора до подальшої творчості. Крім того, він взявся старанно вивчати природничі науки.
Реформаторський релігійний рух, що почався з 1845 р. сприяв увазі до теологічних робіт Бернштайна. Він і сам брав участь у реформаторському русі. У 1949 р. він заснував народну газету Urwähler-Zeitung, назву якої можна перекласти приблизно як «Газета для первинних виборців». У газеті він висловлював свої демократичні переконання, це привело його до конфлікту з владою, яка навесні 1853 р. заборонила газету, а самого Бернштайна було засуджено до чотирьох місяців тюремного ув'язнення.
Після звільнення він долучився до співпраці в новій народній газеті «Volks-Zeitung» і публікував в ній свої науково-популярні і політичні статті протягом 30 років. Тоді це була найпопулярніша газета в Німеччині. Також Аарон Бернштайн був одним із засновників ліберальної єврейської реформованої громади у Берліні та редактором щомісячного її органу Reform-Zeitung.
У 1860 році він опублікував новели «Vögele der Maggid» і «Mendel Gibbor», в яких у сентиментальному дусі зобразив єврейське життя німецьких провінційних міст і це була новаторством у цій області. Вони були у 1934 і 1935 рр були наново відредаговані і перекладені на кілька мов. 27 березня 1861 Бернштайн вступив до Товариства друзів.
Однак головний інтерес Бернштайна полягав у природничих науках. Його «Природознавчі народні книги» (Naturwissenschaftlichen Volksbücher) публікувалися в 21-му томах в 1855-56 рр. Пізніше вони неодноразово передавалися і набули величезної популярності. навіть мали певний вплив на інтелектуальний розвиток молодого  Альберта Ейнштейна. Сам Бернштайн тяжів більше до прикладних наук і проводив численні експерименти в області телеграфії та фотографії.
Аарон Бернштайн помер 12 лютого 1884 р. у Берліні.
В оцінці літературознавців він не був великим радикалом, але твердо стояв на демократичних принципах і вмів їх захищати без страху. Був гострим і навіть безжальним до опонента полемістом, але завжди залишався в рамках пристойності.

## Біблиографія
- «Plan zu einer neuen Grundlage für die Philosophie d. Geschichte» (1838), — «План нових основ філософії історії»
- «Eine Abhandlung über die Rotation der Planeten» (1843), — «Трактат про обертання планет»
- «Zahlen frappieren» (Berl. 1843) — «Числа дивують»
- «Reschimat sepharim», каталог єврейських книг (1845),
- «Aus dem Reiche der Naturwissenschaft» (Берлін, 1856 р.), — «Зі світу природничих наук»
- «Alexander von Humboldt lind der Geist zweier Jahrhunderte» (1869), — «Александер Гумбольдт пом'якшує друге століття».
- «Ursprung der Sagen von Abraham, Isaak u. Jakob» (1871), — «Витоки легенди про Авраама, Ісаака та Якова».
- «Die Märztage» (2 изд., Берлін, 1873), — «Березневі дні» (про революцію 1848 р.)
- «Aus dem Jahre 1848» (Берлін, 1873); — «З року 1848»
- «1849 Verfassungskämpfe und Kabinettsintriguen» (Берлін, 1873); — «1849. Боротьба за конституцію і кабінетні інтриги».
- «Revolutions und Reaktions Geschichte Preussens und Deutschland» (3 т., Берлін, 1883—84) — «Історія революції і реакції в Пруссії та Німеччині»
- «Naturkraft und Geisteswalten» (Берлін, 1874), — «Природна сила та панування духу»
- «Natur und Kunst Betrachtungen» (1879), — «Спостореження природи та мистецтва»
- «Natur und Kultur» (Лейпціг, 1880), — «Природа і культура»
- «Naturwissenschaftliche Volksbücher» (5. Aufl. von Potonié und Hennig, Berl. 1897–99, 21 Tle.) — «Природознавчі нородні книги»
- «Revolutions- und Reaktionsgeschichte Preußens und Deutschlands von den Märztagen bis zur neuesten Zeit» (1883—1884, 3 Bde.) — Історія революції і реакції Пруссії та Німеччнини до найновішого часу.
- «Vögele der Maggid» und «Mendel Gibbor» (1860, 7. Aufl. 1892)